# بیسکی (مینه‌سوتا)
بیسکی، مینه‌سوتا (به انگلیسی: Biscay, Minnesota) یک شهر در ایالات متحده آمریکا است که در مینه‌سوتا واقع شده‌است.

## خصوصیات
بیسکی ۰٫۲۱ کیلومترمربع مساحت و ۱۱۳ نفر جمعیت دارد و ۳۱۲ متر بالاتر از سطح دریا واقع شده‌است.